# 柯特·席林
柯蒂斯·蒙塔古·“柯特”·席林（英語：Curtis Montague "Curt" Schilling，1966年11月14日—）是美國職棒大聯盟球員。席林是位先發投手，已經退休，目前主要是主持或參與棒球或政治相關議題的節目。
席林是90年代到00年代初期最出色的先發投手之一，雖然他不曾贏得任何一次賽揚獎，但他在退休時是史上沒有獲獎的投手中生涯累計獲得過最多賽揚獎選票的投手。他以控球精準聞名，雖然他大部分時間只使用直球和快速指叉球來應戰，但他總是能把球投到好球帶下緣附近的地方。在他退休的時間點（2007賽季結束），他是大聯盟史上所有達到一千次三振的投手裡，三振保送比最高的投手（4.38）。
他在季後賽的表現更是出色，他生涯在季後賽先發19場投了133.1局，防禦率是2.23、WHIP低於1。他在費城人成名，他在1993年國聯冠軍賽獲得系列賽MVP，並在世界大賽投出一場完封勝，但這也是他在這段期間唯一一次季後賽體驗，數年後他對球隊戰績不滿而要求交易而來到響尾蛇隊，他和強森的組合是聯盟最讓人畏懼的左右護法，他們兩人在2001世界大賽合計投了38.2局，防禦率是1.39，戰績是4勝0敗，共享世界大賽MVP的榮譽。而他在2001年季後賽投了48.1局僅失6分，沒有吞下敗投，打破了赫西瑟在1988年創下的42.2局沒有敗投的紀錄。隨後他轉隊至紅襪隊，又在此打破了貝比魯斯魔咒，在2007年世界大賽第二場，他投了5.1局僅失1分拿下勝投，成為史上第二個在世界大賽先發勝的40歲投手（第一位是2006年老虎隊的羅傑斯）。隨後紅襪以四連勝拿下冠軍，席林和紅襪原本又續約了一年，不過他整個2008年都因為肩傷無法投球，便在2009年初宣布退休，那場世界大賽也成了他生涯最後一場比賽。
然而，席林本人的脾氣非常糟糕，他有多次和教練、裁判、隊友、其他隊的球員、甚至是球評起衝突（無論是現場或是賽後透過媒體或網路吵架）的紀錄。退休後，他也常在自己的部落格或透過其他媒體發表他的政治或種族議題的觀點，其中有不少爭議性言論，這讓他遭受很多批評。在10次票選沒有達標之後，他在2022年後從名人堂的選票上被移除。在這個時間點，大聯盟所有達到三千次三振的投手裡面，僅有克萊門斯（涉入禁藥風波）、沙巴西亞（退休未滿五年）、薛澤、韋蘭德（現役選手）和席林這五人沒有入選名人堂。關於他是否應該入選名人堂一事，至今在棒球界仍有許多爭論。

## 波士顿红袜队生涯
2003年11月，他从亚利桑那响尾蛇交易到波士顿红袜队。2004年9月16日，他赢得赛季的第20胜，也成为红袜队第五位在第一个赛季就赢得20场胜投的投手。他以21胜6负的亮眼成绩度过了他在红袜的第一个赛季。04年10月，他在美国联盟冠军系列赛的第六场上场，并协助红袜队击败纽约洋基队。赛后受伤。不过，这场胜利也使得红袜队士气大增，在最后的第7战获胜。在美联冠军系列赛结束后，波士顿红袜队成功在1918年后重夺近一个世纪以来的第一个世界大赛冠军。

## 荣誉
- 6次入选美国职棒大联盟明星赛阵容
- 3届世界大赛冠军
- 2004年美國联盟胜投王
- 2001年國家联盟胜投王
- 1997年和1998年國家聯盟三振王

## 外部連結
- 柯特·席林在美國職棒官網（英语）
- 柯特·席林在Baseball-Reference.com（大聯盟）（英语）
- 柯特·席林在Baseball-Reference.com（小聯盟以及海外聯盟）（英语）
- 柯特·席林在ESPN（MLB）（英语）
- 柯特·席林在FanGraphs.com（英语）
- 柯特·席林在Retrosheet（英语）
- 柯特·席林在SABR（英语）
- 柯特·席林在The Baseball Cube（英语）